# Austrosynapha dentata
Austrosynapha dentata är en tvåvingeart som beskrevs av Freeman 1951. Austrosynapha dentata ingår i släktet Austrosynapha och familjen svampmyggor. Inga underarter finns listade i Catalogue of Life.